# Ruggero Capodaglio
Ruggero Capodaglio (Salerno, 8 giugno 1880 – Roma, 23 settembre 1946) è stato un attore italiano del teatro e del cinema.

## Biografia
Discendente da una celebre famiglia teatrale iniziata dal nonno Luigi e proseguita dai genitori Tullio Capodaglio e Ida Secorini, nonché dai fratelli e dalla sorella minore Wanda, lavorò prevalentemente in ambito teatrale e fu attore sia drammatico che comico.
Capodaglio si avvicinò al teatro futurista, e nel 1916 formò assieme a Luigi Zoncada e Giuseppe Masi la Compagnia Zoncada-Masi-Capodaglio. Il primo spettacolo di questa ditta venne allestito al Teatro Politeama Duca di Genova di La Spezia il 21 aprile di quell'anno, e successivamente fece delle tournée in varie città italiane.
Per il cinema Capodaglio prese parte a quasi una trentina di film dal 1914 al 1945. Nel periodo del muto fu interprete del personaggio Cavicchioni, interpretato verso la fine degli anni dieci in varie pellicole prodotte dall'Itala Film di Torino.
Fu sposato con l'attrice Anna Gramatica.

## Filmografia parziale
- La donna nuda, regia di Carmine Gallone (1914)
- La fidanzata dei dollari, regia di Achille Consalvi (1917)
- Maciste poliziotto, regia di Roberto Roberti (1918)
- Maciste medium, regia di Vincenzo Denizot (1918)
- Maciste atleta, regia di Vincenzo Denizot e Giovanni Pastrone (1918)
- Addio giovinezza!, regia di Augusto Genina (1918)
- Maciste innamorato, regia di Luigi Romano Borgnetto (1919)
- Cavicchioni paladino dei dollari, regia di Umberto Paradisi (1920)
- Il sogno d'oro di Cavicchioni, regia di Umberto Paradisi (1920)
- La morte piange, ride e poi..., regia di Mario Bonnard (1921)
- I tre sentimentali, regia di Augusto Genina (1921)
- Il castello della malinconia, regia di Augusto Genina (1922)
- Abbasso il cambio!, regia di Pier Angelo Mazzolotti (1923)
- Teodoro e socio, regia di Mario Bonnard (1925)
- In campagna è caduta una stella, regia di Edoardo De Filippo (1939)
- Il re si diverte, regia di Mario Bonnard (1941)
- Soltanto un bacio, regia di Giorgio Simonelli (1942)
- La donna del peccato, regia di Harry Hasso (1942)
- Paura d'amare, regia di Gaetano Amata (1942)
- Rossini, regia di Mario Bonnard (1942)
- Tristi amori, regia di Carmine Gallone (1943)
- Principessina, regia di Tullio Gramantieri (1943)